# 徐自得
徐自得（1507年—1575年），字深甫，號南州，河南開封府杞縣人，明朝政治人物。

## 生平
嘉靖十三年（1534年）甲午科河南鄉試第二十六名舉人。嘉靖二十年（1541年）中式辛丑科會試第二百三十五名，登第三甲第一百二十八名進士。授行人司行人，奉使瀋藩。二十五年改兵科給事中。九廟成，父母覃恩受封，即疏請終养。四十四年起复工科给事中，同年十二月官至尚寶司少卿，履任六日，即因母亲田太孺人去世，歸里守制。萬曆三年卒，年六十九。

## 著作
有《苫中》《踏埜》二稿，《京華集》《京華續集》《大遊子樂府》二冊。

## 家族
曾祖徐伯貴；祖父徐文；父徐江，封兵科给事中；母楊氏，贈太孺人；繼母田氏。